# Raofeng (köpinghuvudort i Kina, Jiangxi Sheng, lat 28,96, long 116,82)
Raofeng är en köpinghuvudort i Kina. Den ligger i provinsen Jiangxi, i den sydöstra delen av landet, omkring 96 kilometer öster om provinshuvudstaden Nanchang. Antalet invånare är 38 067. Befolkningen består av 18 220 kvinnor och 19 847 män. Barn under 15 år utgör 22,0 %, vuxna 15-64 år 70 %, och äldre över 65 år 7,0 %.
Runt Raofeng är det tätbefolkat, med 266 invånare per kvadratkilometer. Närmaste större samhälle är Guxiandu, 14,3 km norr om Raofeng. Trakten runt Raofeng består till största delen av jordbruksmark.
Genomsnittlig årsnederbörd är 2 308 millimeter. Den regnigaste månaden är juni, med i genomsnitt 395 mm nederbörd, och den torraste är oktober, med 33 mm nederbörd.